# Гославский, Пётр Петрович
Пётр Петрович Гославский (17 [29] января 1871 — 1919) — русский живописец и график. Брат писателя и драматурга Е. П. Гославского, дядя актрисы С. Е. Гославской.

## Биография
Представитель дворянского рода Гославских, восходящего к полковнику Полоцкой шляхты Гавриле Гаславскому, который в 1667 году принял русское подданство. Родился в семье действительного статского советника П. В. Гославского (1825—1891) и писательницы С. Н. Шигаевой (1835 — ок. 1884), состоявшей в родстве с Уваровыми. Детство и юность провел преимущественно в Санкт-Петербурге, а также сёлах Старой Майне и Старо-Пластиково. В зрелые годы жил в Москве. Многие работы были написаны в Крыму, под Алупкой, где художник в 1900-х годах приобрёл дачу. 
С 1894 года принимал активное участие в деятельности художественных объединений. Работы экспонировались на выставках ТПХВ, Московского товарищества художников, Московского общества любителей художеств, 1-й и 2-й выставках картин профессионального союза художников (обе — 1918), 2-й Выставке московского хранилища произведений современного искусства, 2-й Государственной выставке картин (обе — 1919) в Москве, 3-й Выставке картин в Рязани (1919). В 1906 году художник передал две своих работы в Третьяковскую галерею. В настоящее время многие картины Гославского хранятся в региональных музеях, а также в частных собраниях.
Умер в 1919 году от тифа.

## Взаимоотношения с деятелями искусства
П. П. Гославский был лично знаком с И. И. Левитаном, получал письма от А. П. Чехова. В 1895 году познакомился с С. П. Кувшинниковой, вместе с которой выезжал на этюды в Подольск и Киев, а также участвовал в археологических раскопках в окрестностях Плёса, организованных Ф. Д. Нефёдовым.

## Семья
Первая жена — Софья Петровна Гославская.
- Дети: 
  - Дмитрий Петрович Гославский (1902—1973) — участник Великой Отечественной войны, награждён медалями «За боевые заслуги» и «За победу над Германией в Великой Отечественной войне 1941—1945 гг.»
  - Татьяна Петровна Гославская (1905—1979) — участница Великой Отечественной войны, награждена медалью «За победу над Германией в Великой Отечественной войне 1941—1945 гг.»

Вторая жена — Екатерина Григорьевна Медынцева.

## Творчество

### Станковая живопись

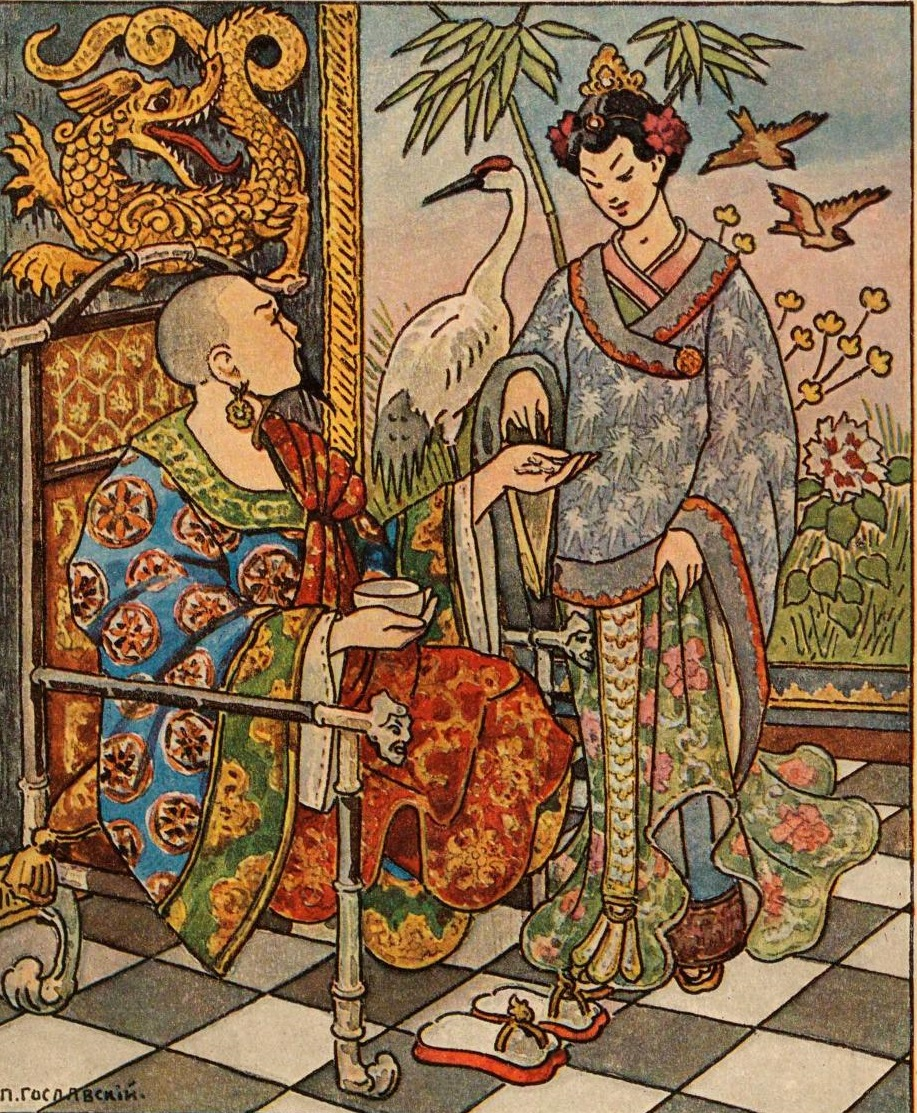
Иллюстрация к сказке Л. Н. Толстого «Китайская царевна Силинчи».

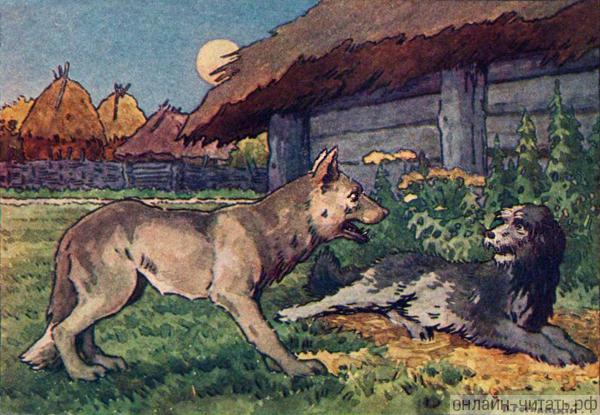
Иллюстрация к басне Л. Н. Толстого «Собака и волк».

- «Татарская деревня в Крыму» (1892, Брянский областной художественный музей)
- «На луговине» (1894)
- «Межа» (1894)
- «Чертополох» (1894, музей-усадьба Л. Н. Толстого «Ясная Поляна»)
- «Днепровские дали» (1895)
- «Домик в Плёсе» (1895)
- «Май» (1896)
- «Речка Клязьма» (1896)
- «Старая усадьба» (1896, музей-заповедник «Горки Ленинские»).
- «Крымские овцы» (1897, Алексинский художественно-краеведческий музей)
- «Берег в тумане» (1898)
- «Рассвет» (1898)
- «Лесной овраг» (1899)
- «На окраинах» (1900)
- «Город» (1904)
- «Сельский двор» (1908)
- «На молу» (1908)
- «Последние лучи» (1908)
- Портрет Тани Гославской (1912)[1]
- «Пробуждение чудищ» (1918?)
- «Ай-Петри с Крестовой горы» ([б. г.])
- «Весна» ([б. г.])
- «Врата обители» ([б. г.])
- «Каменистый берег» ([б. г.])
- «Натюрморт с грибами» ([б. г.], Елецкий городской краеведческий музей)
- «Пейзаж» ([б. г.])
- «У дороги» ([б. г.], Елецкий городской краеведческий музей)

### Книжная графика
- Иллюстрации к сборнику «Сказки и были Л. Н. Толстого» (1900—1913): кн. 2, кн. 3, кн. 4
- Иллюстрации к сборнику произведений Л. Н. Толстого «Для малюток» (1911—1913): кн. 1, кн. 2, кн. 3, кн. 4
- Иллюстрации к книге А. Тимаковой «Семья и школа: Азбука и первоначальное чтение после азбуки» (1918)

### Декорации к спектаклям
- «Разрыв-трава», по одноимённой пьесе Е. П. Гославского (Новый театр, 1901)

## Комментарии
1. ↑  По матери — Елизавете Петровне Уваровой (1806—1838).